# Stuber-Stone Building
El Stuber-Stone Building está ubicado en 4221–4229 Cass Avenue en Detroit, Míchigan. Fue incluido en el Registro Nacional de Lugares Históricos en 1996. Ahora se conoce como Stuberstone Lofts. Es uno de los edificios más significativos del Distrito Histórico Willis-Selden.

## Historia
El Stuber-Stone Building fue construido en 1916 por el desarrollador David W. Simmons. Tenía dos entradas independientes y originalmente se subdividió para albergar a varios inquilinos. En un principio albergó el concesionario de automóviles de Stuber–Stone & Company, que vendía automóviles Columbia Motors (fundada en Detroit por William E. Metzger) y Abbott-Detroit. Stuber–Stone fue fundada en 1917 por Edwin W. Stuber, Norman T. Stone y Otto R. Neumann. La compañía ocupó la porción ocupada 4221-4227 Cass, con la Rotary Tire Service Company (propiedad de Stuber) ocupando 4229 Cass.
En 1919, Owen Tire and Auto Supply Company reemplazó a Rotary Tire, y en 1924, el concesionario Hupmobile de D. E. Meyer Company se mudó al edificio, reemplazando a Stuber-Stone. En 1930, se instaló Jordan Distributors, Inc., que distribuía Jordan Motor Cars. Una serie de otros concesionarios de automóviles y proveedores de repuestos ocuparon partes del edificio en la década de 1940.

## Descripción
El Stuber–Stone es un edificio comercial de estilo Sullivan de ladrillo de dos pisos que mide 30 m por 45 m. La fachada principal está dividida en cinco bahías, pilares de dos pisos, con tres bahías más anchas que contienen escaparates en el centro y en cada extremo, y dos bahías más estrechas que contienen entradas intercaladas. La de la derecha tiene una abertura en forma de arco adornada con piedra caliza, y los paneles rectangulares de terracota están ubicados en los pilares que flanquean la entrada. El primer y segundo pisos están divididos por una amplia enjuta decorativa.
En el segundo piso, cada una de las bahías contiene un banco de ventanas altas y estrechas, con nueve en la bahía central, cuatro en las bahías de entrada más estrechas y seis en las bahías exteriores. Los paneles decorativos de terracota se colocan encima y debajo de las ventanas. El panel superior en el tramo central del edificio contiene un medallón circular en forma de rueda, con una placa con el nombre de Stuber–Stone & Co. Cada muelle que separa las bahías está coronado con una figura de león posada sobre sus patas traseras y sosteniendo un escudo. El diseño de la fachada principal se envuelve en parte de la elevación de la derecha; el resto del exterior del edificio es de carácter industrial.